# Gaufre aux fruits
 (juin 2016).
Si vous disposez d'ouvrages ou d'articles de référence ou si vous connaissez des sites web de qualité traitant du thème abordé ici, merci de compléter l'article en donnant les références utiles à sa vérifiabilité et en les liant à la section « Notes et références ».
La gaufre aux fruits est une gaufre à base de pâte levée fourrée d'une garniture de fruits. Elle est très populaire en Belgique.
Pour réaliser la gaufre aux fruits, on utilise un fer à gaufres aux fruits qui est constitué de mailles plus petites et dont l’espace entre les mailles est plus important afin de ne pas écraser les fruits pendant la cuisson d'une durée d'environ 3 minutes.
Plusieurs garnitures de fruits sont commercialisées. Il existe entre autres des gaufres aux cerises, aux abricots, aux pommes, aux fraises, aux prunes et aux ananas avec de la crème pâtissière.
La gaufre aux fruits a une dimension standard de 140 mm sur 85 mm pour une épaisseur variant entre 20 et 25 mm. Son poids se situe entre 160 et 200 grammes. Il existe toutefois des mini-gaufres aux fruits de forme carrée de 85 mm de côté.